# 石头开花
《石头开花》（英語：Unbending Will）是2020年在中国大陆上映的时代报告剧，导演李少红、刘家成、滕华弢、高群书、余淳、林柯、张多福、惠楷栋、徐宗政、刘洋，主演林永健、韩雪、李光洁、富大龙、马天宇、白客、张铎、于晓光、冯文娟、王佳佳。该剧分作10个单元，讲述了中国共产党在各地的扶贫事迹。该剧是庆祝中国共产党建党100周年的献礼剧。2020年在东方卫视、浙江卫视、江苏卫视播出。

## 剧情单元
- 《青山不负人》
- 《古村情》
- 《古村情》
- 《信任》
- 《怒放的山花》
- 《最后的土房》
- 《山那边》
- 《云寨大灌篮》
- 《阡陌谣》
- 《三月三》

## 演员

### 青山不负人
- 富大龙 饰 吴非飞
- 郭涛 饰 周志永
- 乔大韦 饰 秦楠
- 海一天 饰 曹金贵
- 孙茜 饰 林妤
- 巴多 饰 牛二
- 罗京民 饰 安叔
- 苇青 饰 曹大娘

### 古村情
- 张铎 饰 靳浩宇
- 王雅捷 饰 孙香莲
- 巩汉林 饰 钱永厚
- 杜源 饰 于大爷
- 葛四 饰 孙存力
- 徐成林 饰 孙大海
- 巩天阔 饰 隋波
- 唐北平 饰 张冰
- 许超 饰 王建伟
- 杨智迪 饰 高玉凤
- 胡胜锋 饰 钱八斤

### 七月的火把
- 李光洁 饰 梁启
- 郑云龙 饰 阿牛
- 甘婷婷 饰 扎伊曼
- 雷汉 饰 阿倮
- 孙敏 饰 乃吉日使
- 魏之皓 饰 布都
- 张戈 饰 乌只

### 信任
- 林永健 饰 李爱民
- 黄小蕾 饰 陈玉霞
- 许文广 饰 周富贵
- 任正彬 饰 杨武原
- 牛飘 饰 孙宝峰
- 高正 饰 张超
- 张东升 饰 王志国
- 王品一 饰 冯初八
- 曹祁元 饰 周磊

### 怒放的山花
- 马天宇 饰 戴志强
- 贾青 饰 童薇薇
- 赵毅 饰 王得财
- 范雷 饰 李六根
- 左腾云 饰 王得贵

### 最后的土房
- 尹正 饰 郑传宗
- 冯文娟 饰 彭莉

### 山那边
- 于晓光 饰 关向明
- 吴佳尼 饰 黄娇梅
- 杜志国 饰 黄富友
- 赵昕 饰 姜紫玲
- 李欣泽 饰 陈振
- 侯煜 饰 黄焕胜
- 张逗逗 饰 苗清
- 麻骏 饰 钟玉山

### 云寨大灌篮
- 王佳佳 饰 张迪
- 苏鑫 饰 杨路平
- 马书良 饰 王和平
- 张恒 饰 龙莲
- 张馨予 饰 李霞
- 涂松岩 饰 李总
- 刘天佐 饰 刘圣杰

### 阡陌谣
- 韩雪 饰 吴琼
- 韩童生 饰 李德松

### 三月三
- 白客 饰 申甬
- 黄璐 饰 蓝楚云

## 曲目
| 曲序 | 曲目                   |        | 作曲 | 歌手           |
| ---- | ---------------------- | ------ | ---- | -------------- |
| 1.   | 《这一天》（片尾曲）   | 王永平 | 浅紫 | 郑云龙         |
| 2.   | 《东北二人转》（插曲） | 马金萍 | 大平 | 小沈阳、沈春阳 |
| 3.   | 《小愿望》（插曲）     | 几木兮 | 毛亮 | 周德民、子鸣   |